# Scena Plastyczna KUL
SCENA PLASTYCZNA Katolickiego Uniwersytetu Lubelskiego (KUL) – niezawodowa scena, założona w 1969 roku przy Teatrze Akademickim KUL, będąca autorskim teatrem Leszka Mądzika, zrodzonym z jego zainteresowania możliwościami plastyki, przestrzeni i światła.

## Historia

### Geneza
Scena Plastyczna KUL została założona w 1969 roku przez Leszka Mądzika, który, będąc wtedy studentem historii sztuki na Katolickim Uniwersytecie Lubelskim, poszukiwał odpowiedniej formy dla swojej twórczości. Wcześniej artysta zajmował się tkactwem i malarstwem, jednak w obu dziedzinach brakowało mu obcowania z odbiorcą swojej sztuki.
Dla mnie spotkanie z widzem jest bardzo indywidualnym spotkaniem, jest bardzo prywatnym spotkaniem i jest taką potrzebą, żeby być sam na sam z widzem. Myślę, że opuściłem malarstwo przed laty z tego powodu, iż nie chciałem być z tym, co gdzieś mnie niepokoi, czego się lękam, czego czuję brak. Tutaj w tej formie, jaką jest teatr, daje mi taką szansę, że jestem cały czas obecny z nim na każdym spektaklu i nigdy sobie nie dałem zabrać, takiej przyjemności, w której mogę w finale spektaklu spojrzeć przez taką szczelinę na twarze widzów.
Jako osobę, która "popchnęła go w objęcia teatru", Leszek Mądzik wskazuje Irenę Byrską. Wybitna reżyser przygotowywała ze studentami  "Wandę" Cypriana Kamila Norwida, gdy na jednym z uniwersyteckich korytarzy dostrzegła obrazy nieznanego wtedy młodego twórcy i wtedy padły pamiętne słowa: "Znajdźcie mi tego człowieka!". Wtedy zaproponowała mu wykonanie dekoracji do spektaklu.
Nagle stanąłem na scenie, gdzie okazało się, że mam wykonać scenografię do przedstawienia. Tak zaczęło się wyciszanie mojego malarstwa na rzecz teatru.
Późniejsze spotkanie z Mieczysławem Kotlarczykiem zaowocowało współpracą przy przedstawieniu "Amor Divinus – Tryptyk Staropolski". W Teatrze Akademickim KUL był też autorem scenografii do "Męża doskonałego" Jerzego Zawieyskiego w reżyserii autora (1968), a w Teatrze Gong 2 Andrzeja Rozhina do "Testamentu" Villona (1968) i "Wyznań mordercy, czyli Siegfried Müller opowiada" (1970). "Przygotowując pierwsze scenografie, zacząłem marzyć, by ożyły, stały się partnerem dla aktora". – wspomina Mądzik.

#### Nazwa
Nazwa teatru Leszka Mądzika powstała w sposób organiczny – w ramach Teatru Akademickiego działała "Scena Słowa", więc "Scena Plastyczna" brzmiała naturalnie. Później, gdy teatr wyrobił sobie swój, tak dziś rozpoznawalny, odrębny styl, powstał pomysł, by nazwę zmienić (jedną z propozycji był "Teatr Lumen"), jednak nazwa na tyle się przyjęła w świadomości, że nigdy się na to nie zdecydowano. Scena Słowa przestała istnieć w tamtej formie i przez to Scena Plastyczna pozostała jedynym teatrem ze "sceną" w nazwie. Jest to też o tyle ciekawe, że przez pierwsze kilka lat działalności teatru teoretycy spierali się czy Scenę Plastyczną można określić mianem "teatru" – nie spełniała podstawowych kryteriów klasyfikacyjnych. Tradycjonaliści pojęciowi mieli niemałą zagwozdkę, do jakiej kategorii można ją przypisać. Reżysera jednak nie interesowały te dysputy i konsekwentnie budował własną, wizualną poetykę teatru, a teatrolodzy doszli w końcu do porozumienia i "Scena" nazywana jest jednym z najbardziej fascynujących fenomenów teatralnych XX wieku.

#### Siedziba
Miejsce, gdzie Leszek Mądzik zdecydował się tworzyć, i w którym zdecydował się pozostać, nie jest bez znaczenia. Jego teatr doskonale wpisuje się w tradycje Teatru Akademickiego KUL, który zawsze oscylował wokół religii i metafizyki. Uniwersytet, na tyle, ile mógł, dał młodemu twórcy niezależność w trudnych latach cenzury PRL.

#### Inspiracje
Leszka Mądzika wymienia się często obok takich twórców jak Józef Szajna, Tadeusz Kantor, czy Jerzy Grotowski. Jest to nieprzypadkowe – reżyser często mówi o swoich inspiracjach:
Pierwsze silne doświadczenia teatru na żywo w sposób totalny to był Wrocławski Festiwal Teatralny w październiku roku 1970 i dwa wybitne spektakle – "Wołanie ludzi o mięso teatru" Bread and Puppet Petera Schumana i "Apocalypsis cum figuris"  Laboratorium Jerzego Grotowskiego. To właśnie te dwa spektakle wraz z "Umarłą klasą" Tadeusza Kantora otworzyły mnie na teatr.
U Schumana Mądzik zauważył wartość kukły i maski. One stanowiły skrót, przez nie wyrażała się plastyka. Artysta oparł pierwsze spektakle na formule teatru Bread and Puppet (maski dominowały w "Ecce Homo", "Narodzeniach"  i "Wieczerzy"), wpisując w nią problematykę, która go interesowała. W późniejszych realizacjach rola masek zmniejszyła się, jednak nigdy nie zniknęły, czemu dowodzi użycie masek w najnowszych spektaklach – "Lustrze" albo "Przejściu z Ciemności do Światła". 

U Grotowskiego z kolei Mądzika zafascynował poziom ekspresji, jaki można wyzwolić na scenie. Chciał ją jednak wyzwolić w inny sposób. O aktorstwie teatru Laboratorium pisze w ten sposób:
Poraziła mnie ekspresja ciała ludzkiego, mistrzostwo w opanowaniu fizyczności i odnalezieniu w niej pierwiastka duchowego. Obejrzenie "Apocalypsis cum figuris" przeżyłem jako katharsis, po którym mogłem przystąpić do zmierzenia się z „najwyższym”.
Józef Szajna, dotykający w spektaklu "Replika" tematy bliskie Mądzikowi – śmiertelność i rozkład, utwierdził młodego artystę w tym, że podążanie drogą, jaką sobie obrał, ma sens. I że warto ją zgłębiać, „penetrować”, jak sam mówi.

Jednak najsilniejszą inspiracją, do dziś, dla Leszka Mądzika pozostaje Tadeusz Kantor. Jego "Umarła Klasa" wywarła na nim kolosalne wrażenie. Tak pisze o tym spektaklu:
Do dzisiaj noszę go w sobie. Jego obrazy, dramaturgię i obecność w nim samego Kantora. To jeden silny, ekspresyjny organizm, wobec którego nie było się obojętnym.
Niezwykła bliskość jaką poczuł Mądzik z tym teatrem wynikała z wielu czynników. Po pierwsze z malarskości – Kantor zawsze był plastykiem i tę wrażliwość przeniósł na scenę. Po drugie „kategoria wspomnienia” – dzieciństwa, czasu kształtowania się umysłu artysty. Co czyni go tak autonomicznym, co wyzwala kreatywność, co utkwiło w jego podświadomości tak głęboko, że tylko może się objawić poprzez twórczość, wyobraźnię – niebezpośrednio. Po trzecie sama postać Tadeusza Kantora, który był niczym dyrygent, kapitan okrętu, którym był jego teatr. I jego nierozerwalna łączność z dziełem in statu nascendi, bowiem miało się wrażenie, jakby tworzył po raz pierwszy na oczach widzów swój spektakl. Jak jego obecność mobilizowała zespół do jeszcze większej ekspresji, przekraczania wciąż kolejnych granic. Tak Mądzik wspomina Kantora:
Siła jego tkwi nawet w nieruchomej, statycznej sylwetce, gdzie jedyna ekspresja wyzwala się w rytmie uderzanych palców o stół lub krzesło.

## Specyfika teatru
Koncepcja Mądzika wyszła z teatru scenograficznego. Jak przypomina profesor Irena Sławińska, pierwszy spektakl "Sceny Plastycznej", Ecce Homo (1970 r.), wykonany został w wersji płaskiej sceny, na której akcja przebiegała za pomocą malarskich (witrażowych) efektów. Następna premiera, Narodzenia (1971 r.) była próbą przezwyciężenia tej konwencji. Zrywała ona z płaskością. Odtąd przestrzeń stała się podstawową formą wyrazu teatru Mądzika.
Padły słowa: Oto człowiek: takie jeszcze ziarno. A potem: dlaczego wywiodłeś mnie z łona? 
To ostatnie słowa, jakie zostały wypowiedziane w moim teatrze.
Rezygnacja, już w początkowej fazie istnienia teatru, ze słowa, jednego z najważniejszych (bywało, że i najważniejszego – jak właśnie w teatrze rapsodycznym Kotlarczyka) znaków teatralnych wydawała się zupełnie naturalna. Sam reżyser wielokrotnie powtarzał, że „dojrzewał do milczenia, jak inni dochodzą do elokwencji”. Powodem takiego twierdzenia, jest przeświadczenie, „iż o pewnych stanach, o przeżyciach można mówić jakby niebezpośrednio, nie oglądając, dotykając”.

## Spektakle Sceny Plastycznej KUL

### Spektakle autorskie z gościnną reżyserią
- "Ecce Homo", reżyseria: Joachim Lodek, premiera: 24 marca 1970;
- "Narodzenia", reżyseria: Jerzy Kaczorowski, premiera: 2 kwietnia 1971.

### Spektakle autorskie w reżyserii Leszka Mądzika
- "Wieczerza", muzyka: Stanisław Dąbek (z wykorzystaniem kompozycji grupy Led Zeppelin), premiera: 23 marca 1972;
- "Włókna", muzyka: Stanisław Dąbek (z wykorzystaniem kompozycji Boba Dylana), premiera: 2 maja 1973;
- "Ikar", muzyka: Stanisław Dąbek, premiera: 24 kwietnia 1974 (Freiburg), 16 maja 1974 (Lublin);
- "Piętno" (scenariusz osnuty wokół filmu "Siódma pieczęć" Ingmara Bergmana), muzyka: Stanisław Dąbek (z wykorzystaniem kompozycji Boba Dylana), premiera: 25 marca 1975:
- "Zielnik", muzyka: Andrzej Mańka, Waldemar Sulisz, premiera: 11 maja 1976;
- "Wilgoć", muzyka: Jan A.P. Kaczmarek, premiera: 23 kwietnia 1978;
- "Wędrowne", muzyka: Zygmunt Konieczny, premiera: 20 kwietnia 1980;
- "Brzeg", muzyka: Jan A.P. Kaczmarek, premiera: 13 listopada 1983;
- "Pętanie", muzyka: Jan A.P. Kaczmarek, premiera: 30 listopada 1986;
- "Wrota", muzyka: Przemysław Gintrowski, premiera: 5 listopada 1989;
- "Tchnienie", muzyka: Stanisław Radwan, premiera: 13 grudnia 1992;
- "Szczelina", muzyka: Jacek Ostaszewski, premiera: 23 października 1994;
- "Kir", muzyka: Jan A.P. Kaczmarek, premiera: 11 października 1997;
- "Całun", muzyka: Lech Jankowski, premiera: 20 listopada 2000;
- "Odchodzi", z inspiracji poematem "Matka odchodzi" Tadeusza Różewicza, muzyka: Marek Kuczyński, wokaliza: Urszula Dudziak, premiera: 1 października 2003;
- "Bruzda", także udział wykonawczy, muzyka: Arvo Pärt, premiera: 11 listopada 2006;
- "Dialog", premiera: 30 maja 2010 (podczas 21. Gliwickich Spotkań Teatralnych w ruinach Teatru Miejskiego w Gliwicach);
- "Przejście", muzyka: Tomasz Stańko, premiera: 2 października 2010;
- "Lustro", muzyka: Piotr Klimek, premiera: 25 maja  2013;
- "Cień", muzyka: Arvo Pärt, (przedstawienie grane na dziedzińcu Wzgórza Zamkowego w Kielcach), premiera: 13 września 2013;
- "Gorset", muzyka: Paweł Odorowicz, premiera: 10 listopada 2016;
- "Kres", muzyka: Jana Kantego Pawluśkiewicza, premiera: 25 września 2020;

## Zespół (sezon 2016-2017)

### Dyrektor Artystyczny
- Leszek Mądzik

### Kierownik techniczny
- Jarosław Figura

### Aktorzy
- Ewelina Grzechnik (Warszawskie Centrum Pantomimy)
- Maciej Mazur
- Bartłomiej Ostapczuk (Warszawskie Centrum Pantomimy)
- Katarzyna Ośko
- Krzysztof Petkowicz
- Paulina Staniaszek (Warszawskie Centrum Pantomimy)
- Sławomir Szondelmajer
- Szymon Zygma

### Prowadzenie świateł
- Jędrzej Skajster